# サイズ・エンタテインメント
株式会社サイズ・エンタテインメント（サイズエンタテインメント、Sides Entertainment, Inc.）は、東京都新宿区に本社を置く音楽出版社である。

## 沿革
- 2003年（平成15年）に設立される。